# Moscazzano
Moscazzano ist eine norditalienische Gemeinde (comune) mit 694 Einwohnern (Stand 31. Dezember 2023) in der Provinz Cremona in der Lombardei. Die Gemeinde liegt etwa 31,5 Kilometer nordwestlich von Cremona an der Adda und am Parco dell'Adda Sud, gehört zur Unione del Gerundo und grenzt unmittelbar an die Provinz Lodi.
Zu den Sehenswürdigkeiten des Ortes gehören mehrere Kirchen, darunter die zwischen 1797 und 1801 erbaute Hauptkirche, sowie mehrere alte Villen in der Umgebung. Eine dieser Villen, Villa Albergoni, diente als ein Hauptdrehort für den Film Call Me by Your Name (2017).

## Persönlichkeiten
- Arturo Caprotti (1881–1938), Ingenieur